# Diastictis albovittalis
Diastictis albovittalis är en fjärilsart som beskrevs av Munroe 1956. Diastictis albovittalis ingår i släktet Diastictis och familjen Crambidae. Inga underarter finns listade i Catalogue of Life.